# 昌巴拉克
昌巴拉克（羅馬化：Chambarak），是亚美尼亚格加爾庫尼克州昌巴拉克市镇的城镇及其行政中心。2011年人口普查时该镇的人口数量为5,850人，整个市镇的人口数量则为12,416人。

## 名称
该镇在1920年之前名为“米哈伊洛夫卡”（Mikhaylovka），1920至1971年间名为“卡尔米尔久赫”（Karmir Gyugh，直译为“红色的村庄”），1972至1991年间名为“克拉斯诺谢利斯克”（Krasnoselsk，俄语里意思也是“红色的村庄”）。之后改为现名，在亚美尼亚语里意为“小营地”。

## 图集

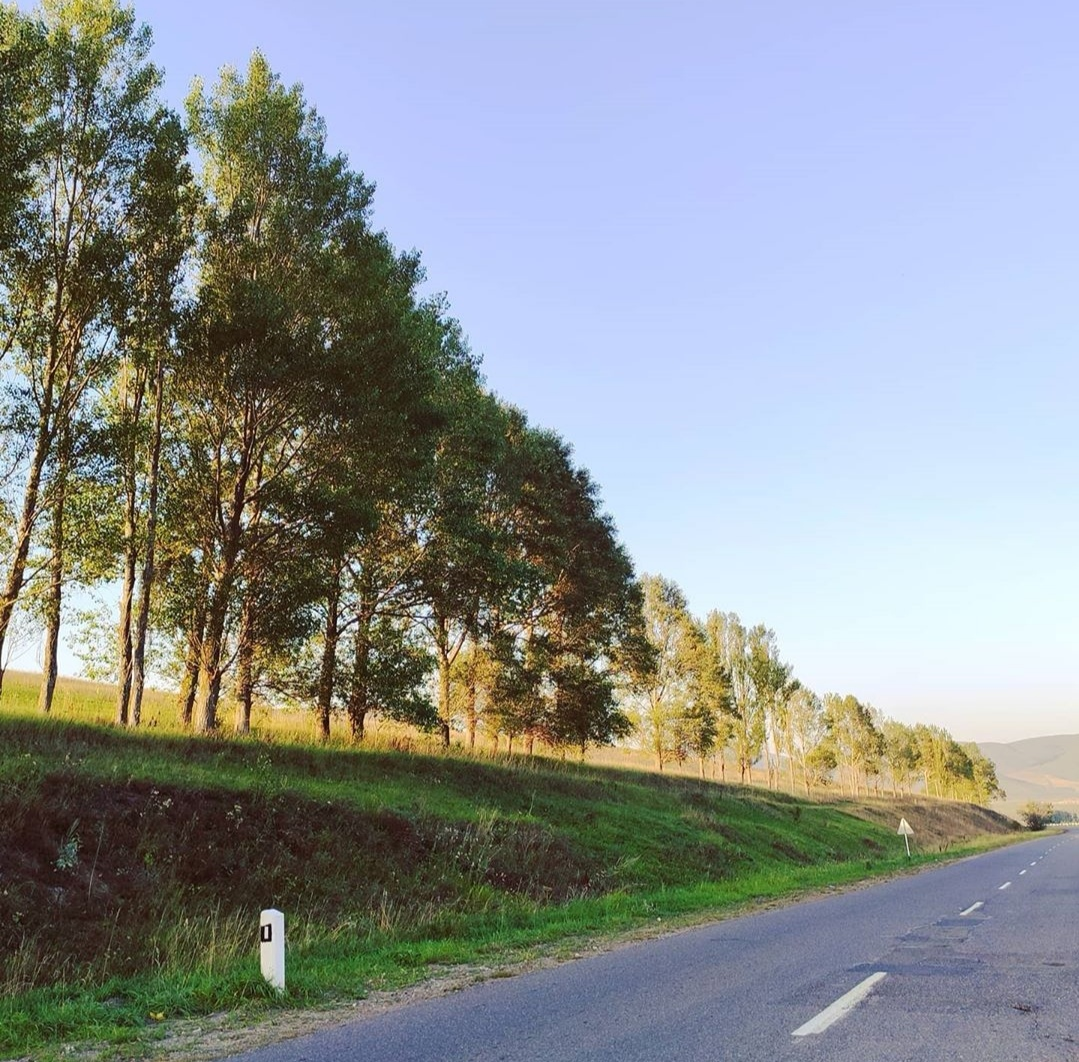
公路
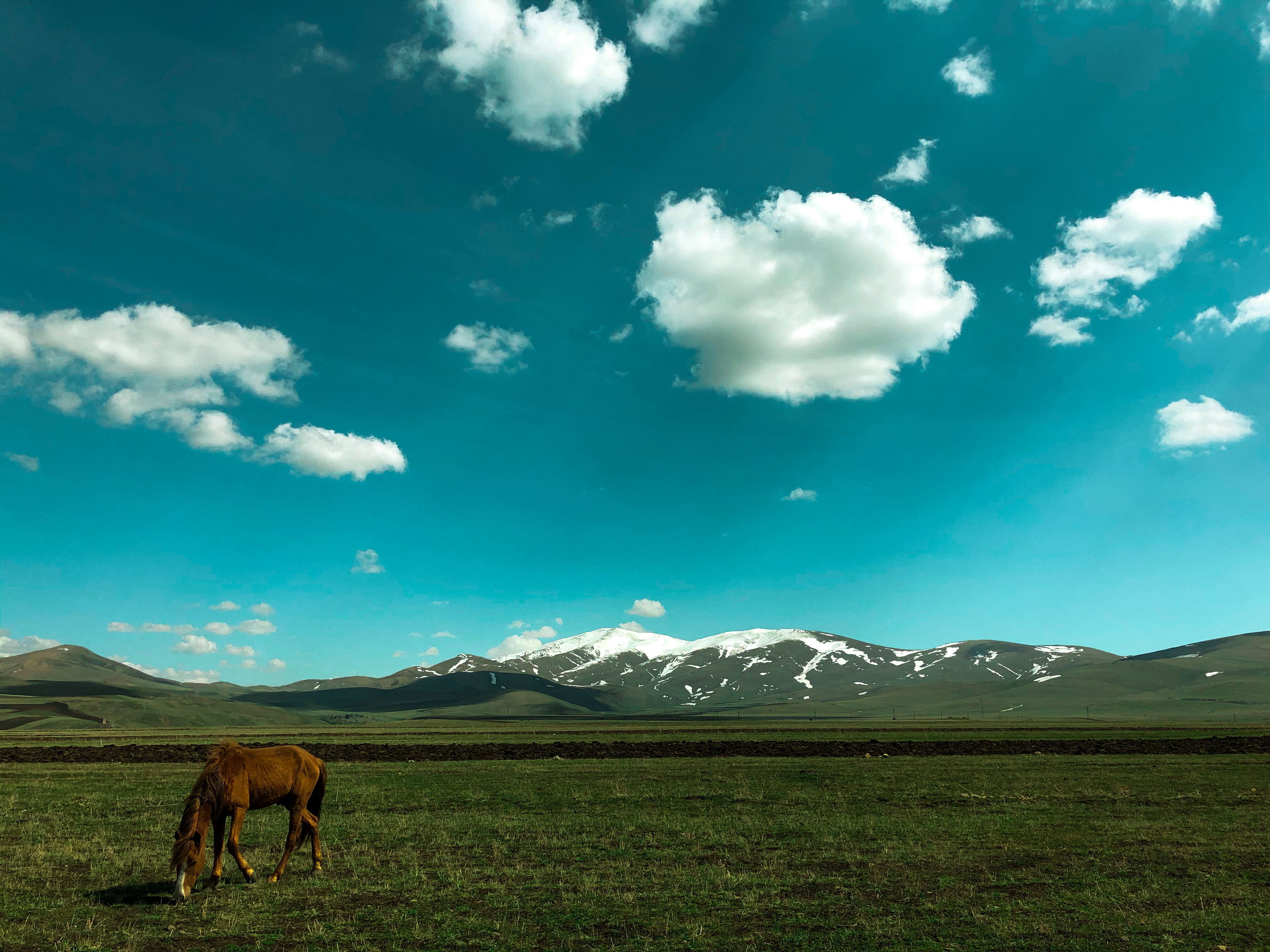
风景
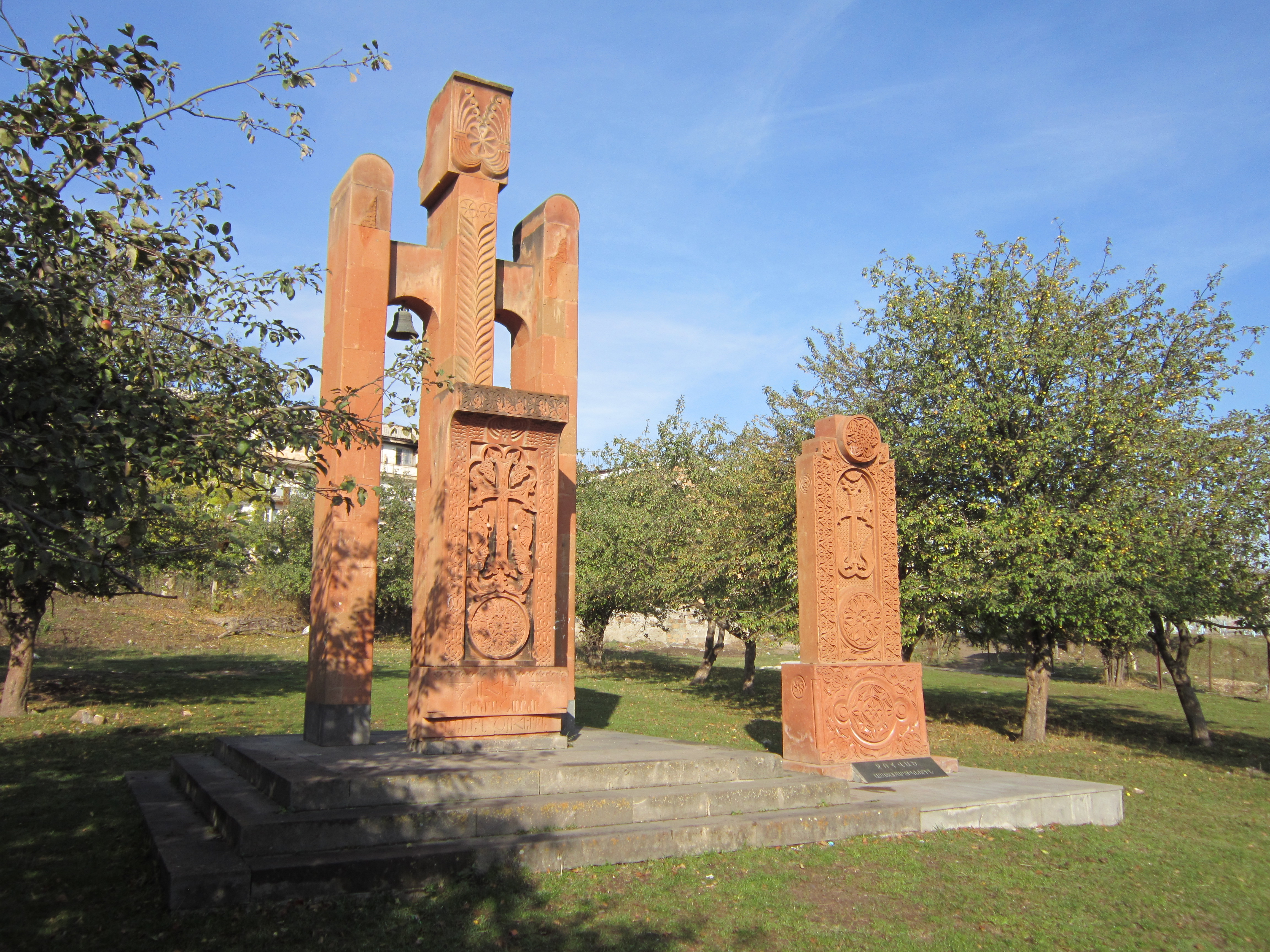
纪念碑
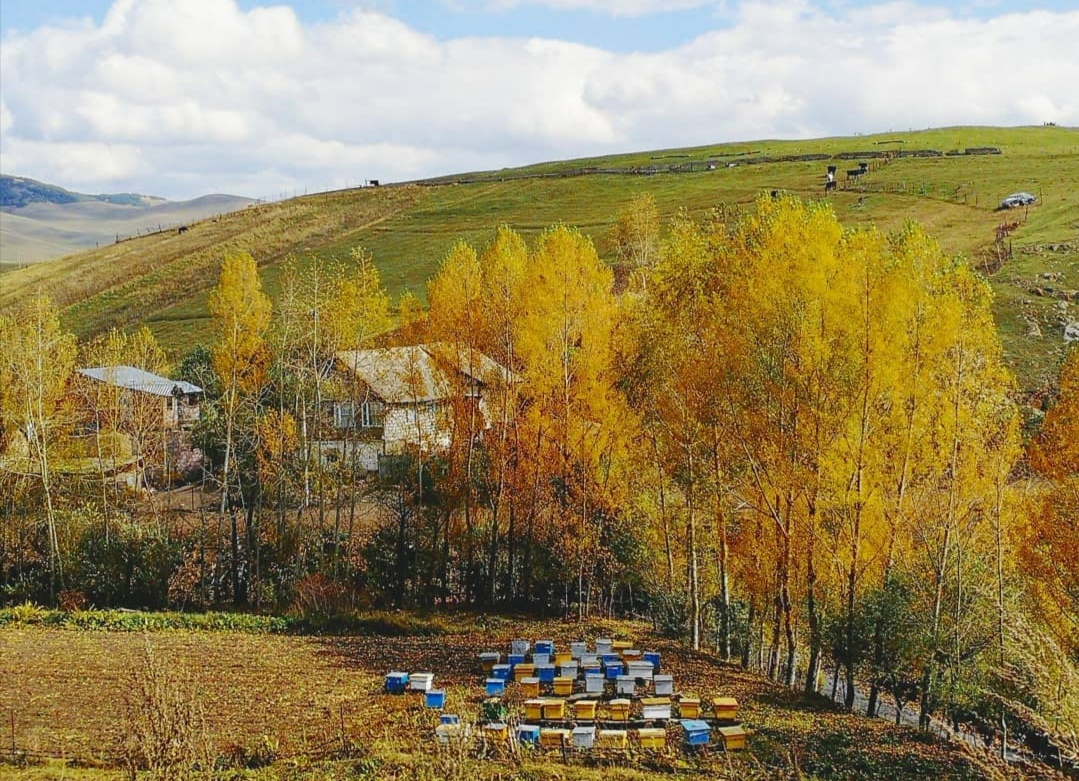
养蜂场
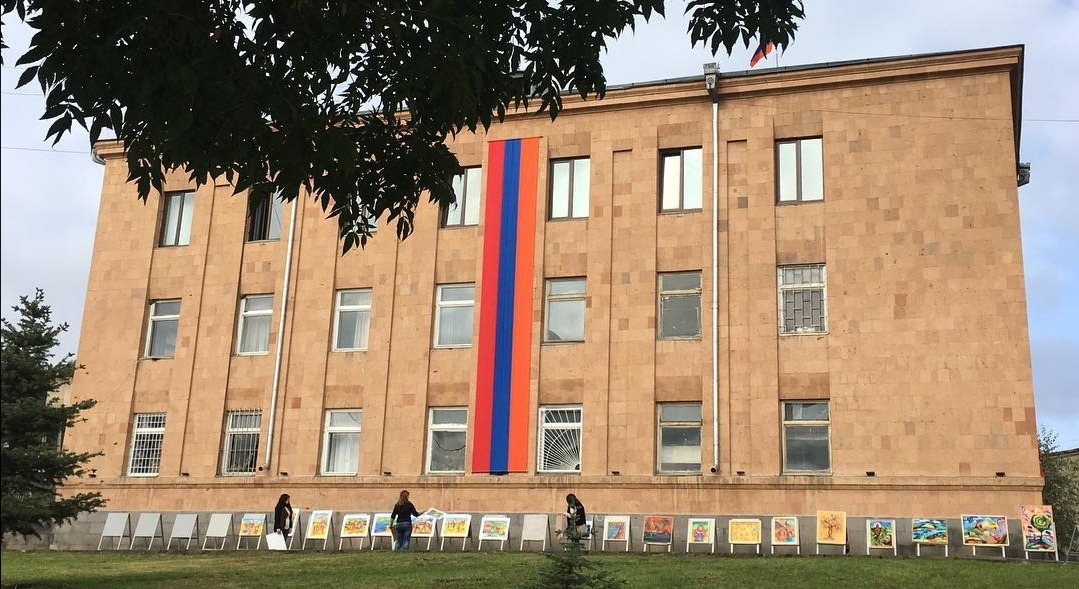
市政厅